# How Old Are You? (album Robin Gibb)
How Old Are You? è il secondo album  del cantante Robin Gibb, pubblicato nel 1983.
Pubblicato nel luglio del 1983, il disco comprende il brano Juliet che ebbe un grande successo  in Italia.

## Tracce
1. Juliet
2. How Old Are You?
3. In And Out Of Love
4. Kathy's Gone
5. Don't Stop The Night
6. Another Lonely Night In New York
7. Danger
8. He Can't Love You
9. Hearts On Fire
10. I Believe In Miracles